# Leubu Mesjid
Leubu Mesjid is een bestuurslaag in het regentschap Bireuen van de provincie Atjeh, Indonesië. Leubu Mesjid telt 872 inwoners (volkstelling 2010).